# Academia.edu
Academia.edu är en social nätverkstjänst som främst riktar sig till akademiker och forskare inom alla discipliner.
Tjänster som erbjuds är bland annat publicering av artiklar via Scribd samt statistik kring dessa, prenumeration på nyheter inom specifika områden och möjligheten att ställa frågor till områdesexperter.
Webbplatsen startade i september 2008 och var tidigare gratis att använda. År 2010 hade den blivit ett av de största communityn inom sin nisch. Senare har webbplatsen delvis blivit en betaltjänst, och fungerar som ett vinstdrivande företag. Ändelsen .edu skaffades innan begränsningar sattes in för vilka organisationer som kan använda dem.
Några konkurrenter är Epernicus och ResearchGate, samt det bredare LinkedIn.